# Heeserbergen
Heeserbergen is een gehucht van Lommel, in de Belgische provincie Limburg. Het ligt net ten westen van Lommel Centrum. Het vormt samen met Wijerken een parochie.
Ten noorden van Heeserbergen bevindt zich de Maatheide, en ten zuiden zijn er wat naaldbossen te vinden.

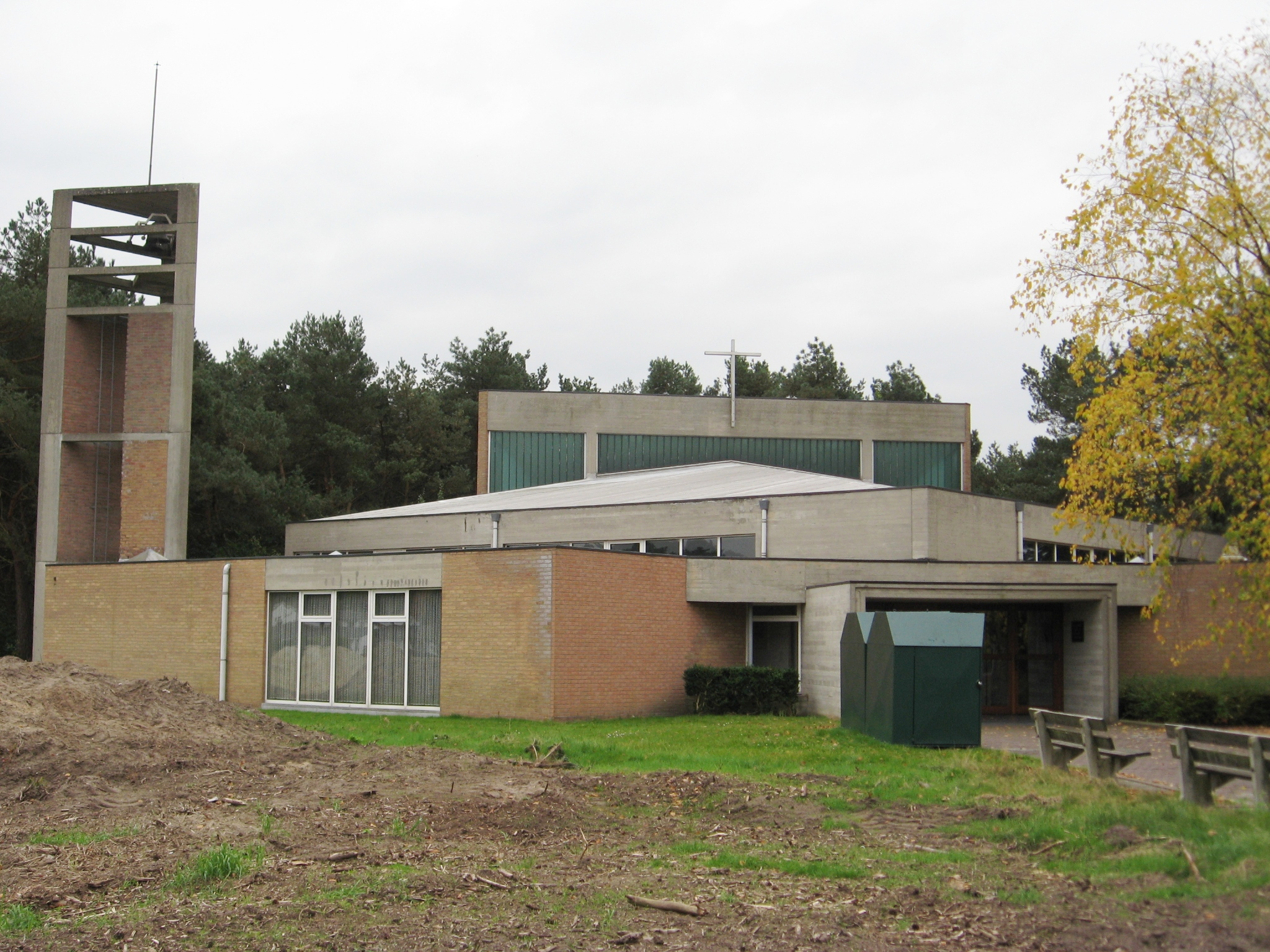
Sint-Pauluskerk

## Bezienswaardigheden
- De Sint-Pauluskerk

## Nabijgelegen kernen
Lommel-Werkplaatsen, Lommel Centrum, Balendijk

## Sport
Sinds 2008 vindt er jaarlijks de Grand Prix motorcross van Limburg plaats op het circuit Heeserbergen van het Stedelijk Motorcrosscentrum Lommel.
Deelgemeente: Lommel

Overige kernen: Balendijk · Barrier · Blauwe Kei · Gelderhorsten · Heeserbergen · Heide-Heuvel · Kattenbos · Kerkhoven · Kolonie · Lutlommel · Stevensvennen · Werkplaatsen

Belgische gemeenten · Arrondissement Maaseik · Limburg · Vlaanderen